# アウター・バルドニア公国
アウター・バルドニア公国（英語: Principality of Outer Baldonia）とはアメリカにあるミクロネーション。

## 歴史
1949年ペプシコの会社員ラッセル・アランデルによって建国。

## 内閣
元首皇太子ラッセル・アランデル（アウター・バルドニア公）
首相エルソン・ブードロー
臨時首相ロン・ウォーレス